# UK-DMC 3
UK-DMC 3 est une constellation de trois satellites d'observation de la Terre britanniques, opérée par DMC International Imaging. Ils ont été construits par Surrey Satellite Technology et lancés par l'ISRO le 10 juillet 2015,.

## Coût
La société Twenty-First Century Aerospace Technology Company Limited (21AT), basée à Pékin, a accepté de couvrir l'intégralité du coût de la mise en orbite des trois satellites pour 110 millions de livres sterling (170,2 millions de dollars).